# Karakter
Karakter é um filme de drama belga-holandês de 1997 dirigido e escrito por Mike van Diem, baseado no romance homônimo de Ferdinand Bordewijk. Venceu o Oscar de melhor filme estrangeiro na edição de 1998, representando a Holanda.

## Elenco
- Jan Decleir - Dreverhaven
- Fedja van Huêt - Katadreuffe
- Betty Schuurman - Joba
- Tamar van den Dop - Lorna Te George
- Victor Löw - De Gankelaar
- Hans Kesting - Jan Maan